# Shupenzë
Shupenzë är en kommundel och tidigare kommun i Albanien.   Den ligger i Dibër prefektur i norra delen av landet, 50 km nordost om huvudstaden Tirana.
Omgivningarna runt Shupenzë är en mosaik av jordbruksmark och naturlig växtlighet.  Runt Shupenzë är det ganska tätbefolkat, med 75 invånare per kvadratkilometer.